# El-Áttifák FC
Az El-Áttifák FC egy szaúd-arábiai labdarúgócsapat, amelynek székhelye Dammám városában található. A klub a szaúd-arábiai első osztályban, a Pro League-ben szerepel. Hazai mérkőzéseit a 35 000 néző befogadására alkalmas Mohamed bin Fahd Herceg Stadionban játssza.

## Sikerlista
- Pro League
  - Bajnok (2): 1982–83, 1986–87
  - Ezüstérmes (2): 1987–88, 1991–92

- Király Kupa
  - Győztes (2): 1968, 1985
  - Döntős (4): 1965, 1966, 1983, 1988

- Koronaherceg Kupa
  - Győztes (1): 1964–65
  - Döntős (4): 1962–63, 2000–01, 2007–08, 2011–12

- Föderációs Kupa
  - Győztes (3): 1991, 2003, 2004
  - Döntős (4): 1987, 1995, 1996, 2005

- First Division League
  - Feljutó (2): 1976–77, 2015–16

## További hivatkozások
- Hivatalos honlapja